# Оранжевогорлая мухоловка
Оранжевогорлая мухоловка (Ficedula strophiata) — вид воробьиных птиц из семейства мухоловковых.

## Распространение
Обитают на Индийском субконтиненте и в Юго-Восточной Азии на территории Бангладеш, Бутана, Гонконга (КНР), Индии, Лаоса, Мьянмы (где обычны в штате Качин), Непала, Таиланда и Вьетнама. Основным районом гнездования являются Гималаи. Зимуют птицы в Таиланде, северной части Лаоса, Вьетнаме.

## Описание
Окраска оперения красновато-коричневого цвета, при этом на горле птицы имеется пятно контрастного красно-оранжевого цвета. Длина тела около 14 см.

## Охранный статус
МСОП присвоил виду охранный статус LC.